# Monteleone di Spoleto
Monteleone di Spoleto è un comune italiano di 544 abitanti della provincia di Perugia in Umbria. È il comune più alto della regione.

## Geografia fisica e geologia

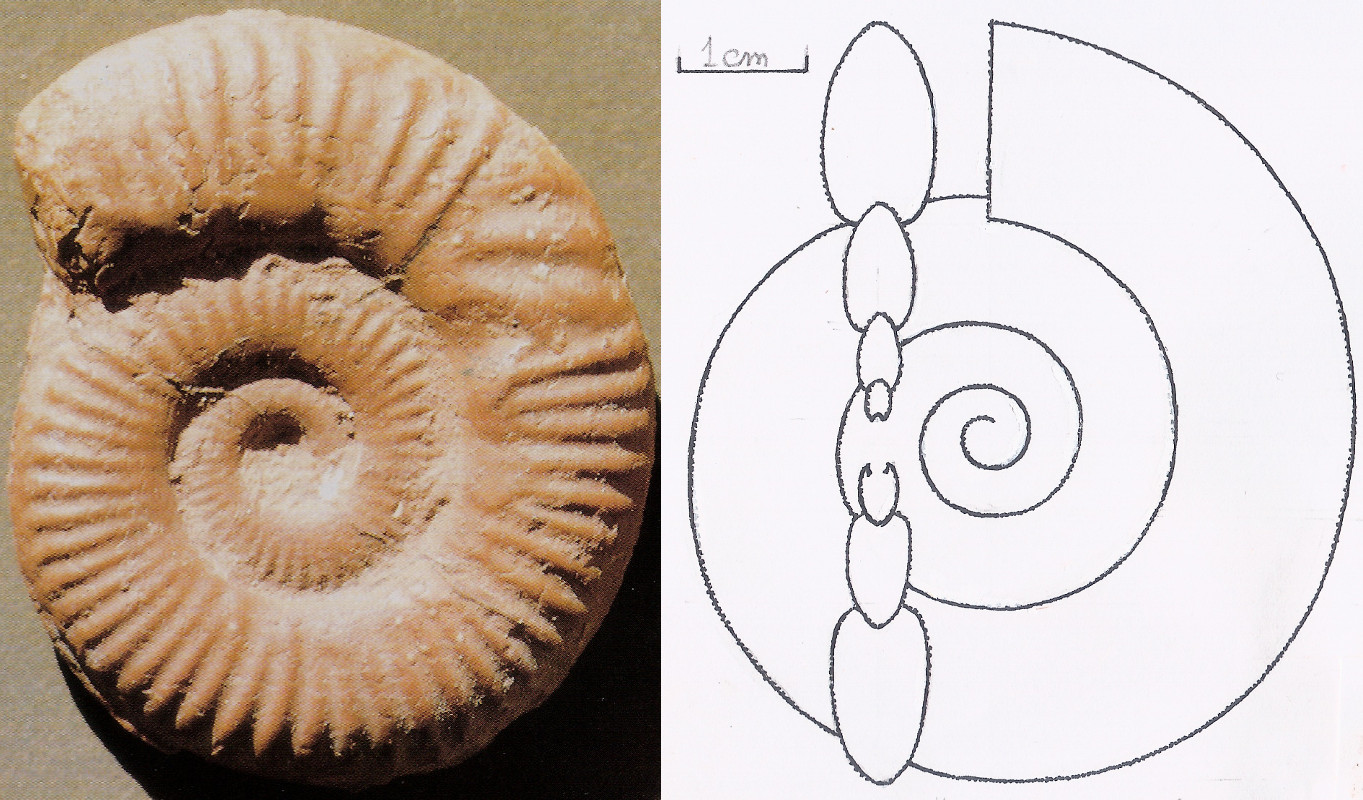
Rarenodia planulata

I monti dei dintorni sono costituiti da rocce calcaree sedimentarie di origine marina, giurassiche e cretacee, appartenenti alla successione umbro - marchigiana. Affiorano diffusamente nei tagli stradali e nelle cave per l'utilizzazione della pietra.
Di particolare interesse è un fossile di ammonite trovato e chiamato Rarenodia per la prima volta, proveniente dal Monte dell'Eremita, che si trova a Nord-Ovest dell'insediamento comunale e ad Est di quello di M. S. Vito. È venuto fuori dalle rocce marnose della unità litostratigrafica (o formazione) conosciuta dai geologi come "Rosso Ammonitico", Toarciano (Giurassico inferiore). È stato presentato e descritto per la prima volta nel 1975 in un articolo paleontologico pubblicato nel Bollettino della Società Paleontologica Italiana di Modena. Ha importanza perché è un reperto implicato per quel che riguarda l'origine di un gruppo di ammoniti (famiglia Hammatoceratidae) molto diffuso in ambito mondiale e utilizzato per la datazione delle rocce.
Il fossile sopra figurato (olotipo di specie e generotipo) è conservato in un'aula didattica dell'attuale Dipartimento di Fisica e Geologia dell'Università di Perugia; secondo le regole internazionali di tutela per i fossili importanti scientificamente.  È collocato in vetrina chiusa che ne permette la visione.

## Storia
Il territorio di Monteleone di Spoleto è stato abitato sin dall'antichità: nelle vicinanze sono state scoperte necropoli protovillanoviane ed etrusche. Tra le vestigia etrusche, nel 1901 fu rinvenuto un carro da parata (il Carro etrusco di Monteleone)
nella zona del Colle del Capitano. Secondo il Furtwängler la biga risalirebbe alla metà del VI secolo a.C. Costruita in legno e ricoperta da lamine bronzee lavorate con la tecnica a sbalzo, raffigura presumibilmente scene della vita dell'eroe greco Achille. La biga è custodita presso il Metropolitan di New York, che la acquistò da un trafficante di antichità, riuscito a trafugarla e a portarla oltreconfine. Il reperto è al centro di aspre battaglie fra il museo newyorchese e l'amministrazione comunale di Monteleone, che ne chiede da tempo la restituzione.
La zona di Monteleone fu poi abitata da popolazioni romane, che edificarono l'odierna frazione Trivio. La vera e propria fondazione del primo nucleo del castello di Monteleone avvenne dopo il crollo dell'Impero romano, con la calata dei barbari da nord. Nell'880 il nobile Attone edificò il castello di Brufa. Distrutto intorno al 1100, il castello fu subito riedificato e donato a Spoleto (donde il nome del paese) dal signore locale. Nel 1228 la fortezza subì una nuova distruzione da parte dei saraceni. Tuttavia, data la posizione strategica, il castello fu nuovamente ricostruito dalla nobile famiglia dei Tiberti (1265). La zona fu fortemente colpita dal terremoto del 1298, che rase al suolo il vicino castello di Vetranola.
Seguirono anni di guerre, finché nel 1535 i monteleonesi insorsero contro Spoleto per rendersene finalmente indipendenti. Immediatamente stilarono lo statuto della Republica Montis Leonis, dandosi un assetto istituzionale oltremodo moderno per l'epoca: allontanato il podestà, i monteleonesi elessero al suo posto un cittadino del castello. Spoleto tentò la riconquista con varie campagne militari, ma non riuscì nel suo intento per la fiera resistenza dei monteleonesi e perché essi si rivolsero al papa in cerca della sua protezione. La resistenza e la posizione strategica di Monteleone indussero Pio IV a sottrarla del tutto alla dipendenza da Spoleto, facendone un possedimento papale e ponendola, nel 1559, sotto la delegazione di Perugia.
Libera dalla soggezione agli spoletini, Monteleone conobbe un periodo di enorme sviluppo economico e demografico tra il Cinquecento e la fine del Seicento. Tale periodo di splendore venne interrotto dalla catastrofe del terremoto del 1703. L'evento provocò enormi danni e mieté numerose vittime. Produsse inoltre la deviazione delle acque del fiume Corno, che contribuì all'impoverimento della zona innescando importanti flussi migratori verso Roma.
Nell'Ottocento anche la zona di Monteleone venne investita dall'esercito francese rivoluzionario, che annetté l'Umbria prima alla Repubblica Romana, poi direttamente all'Impero. Monteleone, con l'intera regione, fu definitivamente annessa al Regno d'Italia con plebiscito il 4 novembre 1860. Da questo momento in poi seguì lo sviluppo della storia dell'Italia unita. Negli ultimi decenni il comune non è riuscito a ricostruirsi una vera e propria economia, salvo per la pastorizia e il commercio di legname e carbone che, unitamente al turismo estivo, sono fonte di relativo benessere.

## Monumenti e luoghi d'interesse

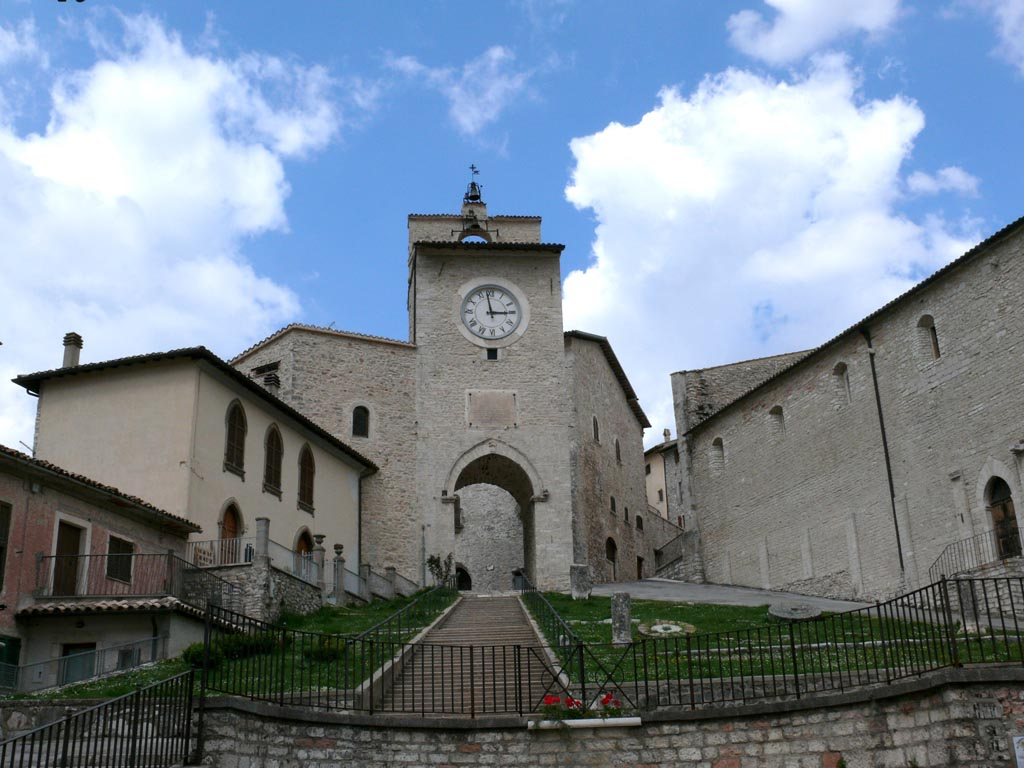
Piazza Margherita, alla fine di Corso Vittorio Emanuele

All'interno delle tre cinte murarie che hanno protetto Monteleone e i suoi abitanti nel corso dei secoli sono ospitate numerose chiese. Gran parte delle stesse mura castellane è ancora ammirabile. Fra gli edifici religiosi si ricordano:
- la parrocchiale di San Nicola e Oratorio di San Bernardino da Siena
- l'ex monastero di clausura di Santa Caterina (ruderi)
- la trecentesca chiesa di San Francesco, oggi sede della Confraternita dei Bianchi
- San Giovanni, sede della Confraternita della Buona Morte, ex dimora templare
- San Gilberto, ex sede della Confraternita dei Bianchi
- Sant'Antonio Abate, annessa al monastero di San Francesco
- Madonna della Quercia, sita appena fuori dalle mura castellane, sotto il monastero di Santa Caterina
- Santa Croce, sita fuori dalle mura castellane, all'interno del parco omonimo
- Madonna delle Grazie, sita fuori dalle mura castellane, a circa 2 km dal centro di Monteleone (loc. Butino)
- Ex Madonna del Carmine, sconsacrata
- Ex Sant'Agnese presso porta vecchia o di Sant'Agnese
- Ex San Giacomo presso porta omonima
- Ruderi chiesa dell'Annunziata presso via omonima
- Presso porta San Pietro esisteva l'omonima chiesa
- Ex chiesa della Concezione presso Palazzo dei Priori
- Chiesa Madonna degli Angeli XVI secolo loc. Butino
- Chiesa di Sant'Anna loc. Rescia
- Chiesa Madonna di Castelvecchio loc. Nempe
- Chiesa di Sant'Erasmo XVI secolo loc. Trivio

## Società

### Evoluzione demografica
Abitanti censiti

Un'importante quota di monteleonesi, emigrati tra la fine dell'Ottocento e gli inizi del Novecento, e di loro discendenti, forma grosse comunità negli Stati Uniti (in particolare nella città di Trenton, nel New Jersey) e a Roma.

### Tradizioni e folclore
Il 9 dicembre c'è la Festa della Venuta con l'accensione del Focone della Venuta. Si tratta di un falò, che spesso arde anche due giorni, preparato dall'intera popolazione monteleonese fra canti sacri che celebrano la venuta della Madonna.

## Amministrazione

Il gonfalone comunale

| Periodo        | Periodo        | Primo cittadino    | Partito              | Carica                  | Note  |
| -------------- | -------------- | ------------------ | -------------------- | ----------------------- | ----- |
| 25 maggio 1985 | 26 giugno 1990 | Raffaele Spoletini | Democrazia Cristiana | Sindaco                 | [ 9 ] |
| 4 luglio 1990  | 23 aprile 1995 | Cosmo Narducci     | Democrazia Cristiana | Sindaco                 | [ 9 ] |
| 24 aprile 1995 | 14 giugno 1999 | Romano Giovannetti | Centro-destra        | Sindaco                 | [ 9 ] |
| 15 giugno 1999 | 20 giugno 2001 | Nicola Angelini    | Lista civica         | Sindaco                 | [ 9 ] |
| 21 giugno 2001 | 27 maggio 2002 | Ennio Mario Sodano |                      | Commissario prefettizio | [ 9 ] |
| 28 maggio 2002 | 28 maggio 2007 | Nando Durastanti   | Lista civica         | Sindaco                 | [ 9 ] |
| 29 maggio 2007 | 6 maggio 2012  | Nando Durastanti   | Lista civica         | Sindaco                 | [ 9 ] |
| 7 maggio 2012  | 11 giugno 2017 | Marisa Angelini    | Paese è futuro       | Sindaca                 | [ 9 ] |
| 12 giugno 2017 | 12 giugno 2022 | Marisa Angelini    | Paese è futuro       | Sindaca                 | [ 9 ] |
| 13 giugno 2022 | in carica      | Marisa Angelini    | Paese è futuro       | Sindaca                 | [ 9 ] |